# 九O式二號水上偵察機
九O式二號水上偵察機是中島重工仿製美國沃特公司出品的O2U水上飛機而來，把其美製發動機改為日本國產的中島壽發動機，初期沿用O2U的雙浮舟設計從而导致其重量較重，之後中島改為機身下大浮舟而左右機翼下小浮舟的設計從而減輕了其重量。

## 基本資料
- 乘員:2人(駕駛和觀察員)
- 機長:8.86米
- 翼展:10.97米
- 機高:3.96米
- 空重:1,270公斤
- 最重:1,850公斤
- 最快速度:232公里/小時
- 航程:1019公里
- 昇限:5,740米
- 發動機:中島壽二改型風冷式發動機(580匹馬力)
- 武裝:機頭配有兩挺7.7毫米口徑機槍+60公斤炸彈

## 實戰
九O式二號水上偵察機曾加參1932年的一二八上海事變，1935年開始隨著九五式水上偵察機一起投產，九O式水上偵察機仍有參與中日戰爭初期的戰事，九O式水上偵察機也有被拆下浮舟，改裝成起落架和加上著艦鈎的艦載偵察機型，被稱為"九O式艦上偵察機三型"，但產量和使用都不多。